# Laizy
Laizy és un municipi francès, situat al departament de Saona i Loira i a la regió de Borgonya - Franc Comtat. L'any 2007 tenia 644 habitants.

## Demografia

### Població
El 2007 la població de fet de Laizy era de 644 persones. Hi havia 260 famílies, de les quals 60 eren unipersonals (36 homes vivint sols i 24 dones vivint soles), 100 parelles sense fills, 96 parelles amb fills i 4 famílies monoparentals amb fills.
La població ha evolucionat segons el següent gràfic:
Habitants censats

### Habitatges
El 2007 hi havia 341 habitatges, 264 eren l'habitatge principal de la família, 57 eren segones residències i 20 estaven desocupats. 336 eren cases i 4 eren apartaments. Dels 264 habitatges principals, 206 estaven ocupats pels seus propietaris, 53 estaven llogats i ocupats pels llogaters i 5 estaven cedits a títol gratuït; 1 tenia una cambra, 16 en tenien dues, 49 en tenien tres, 84 en tenien quatre i 113 en tenien cinc o més. 210 habitatges disposaven pel capbaix d'una plaça de pàrquing. A 106 habitatges hi havia un automòbil i a 131 n'hi havia dos o més.

### Piràmide de població
La piràmide de població per edats i sexe el 2009 era:
| Homes | Edats   | Dones |
| ----- | ------- | ----- |
| 0     | 95 o +  | 0     |
| 0     | 90 a 94 | 0     |
| 0     | 85 a 89 | 8     |
| 12    | 80 a 84 | 8     |
| 20    | 75 a 79 | 24    |
| 32    | 70 a 74 | 4     |
| 0     | 65 a 69 | 4     |
| 28    | 60 a 64 | 12    |
| 16    | 55 a 59 | 28    |
| 32    | 50 a 54 | 40    |
| 28    | 45 a 49 | 12    |
| 20    | 40 a 44 | 24    |
| 24    | 35 a 39 | 36    |
| 12    | 30 a 34 | 4     |
| 12    | 25 a 29 | 28    |
| 12    | 20 a 24 | 16    |
| 28    | 15 a 19 | 28    |
| 16    | 10 a 14 | 40    |
| 8     | 5 a 9   | 24    |
| 12    | 0 a 4   | 4     |

## Economia
El 2007 la població en edat de treballar era de 411 persones, 305 eren actives i 106 eren inactives. De les 305 persones actives 277 estaven ocupades (151 homes i 126 dones) i 27 estaven aturades (12 homes i 15 dones). De les 106 persones inactives 32 estaven jubilades, 33 estaven estudiant i 41 estaven classificades com a «altres inactius».

### Ingressos
El 2009 a Laizy hi havia 262 unitats fiscals que integraven 645 persones, la mediana anual d'ingressos fiscals per persona era de 18.161 €.

### Activitats econòmiques
Dels 12 establiments que hi havia el 2007, 1 era d'una empresa alimentària, 3 d'empreses de fabricació d'altres productes industrials, 4 d'empreses de construcció, 2 d'empreses d'hostatgeria i restauració, 1 d'una empresa immobiliària i 1 d'una entitat de l'administració pública.
Dels 4 establiments de servei als particulars que hi havia el 2009, 1 era una lampisteria, 2 electricistes i 1 restaurant.
L'únic establiment comercial que hi havia el 2009 era una fleca.
L'any 2000 a Laizy hi havia 32 explotacions agrícoles que ocupaven un total de 2.500 hectàrees.

## Equipaments sanitaris i escolars
El 2009 hi havia una escola elemental.

## Poblacions més properes
El següent diagrama mostra les poblacions més properes.